# Нижнее Орловское
Нижнее Орловское — небольшое озеро на Кольском полуострове, принадлежит бассейну Колы. Расположено на территории сельского поселения Пушной Кольского района Мурманской области. Находится на высоте 177,2 метра над уровнем моря.
Вытянуто с северо-востока на юго-запад. Длина озера 2,51 км, ширина до 0,88 км. Площадь водной поверхности — 1,34 км².
Через озеро протекает река Орловка, перед ним протекающая через озёра Верхнее и Среднее Орловское. Населённых пунктов на берегу озера нет.